# Eduardo Luquín Romo
Eduardo Luquín Romo (Sayula, Jalisco, 6 de febrero de 1896 - Ciudad de México, 23 de enero de 1971) fue un diplomático, escritor y académico mexicano.

## Semblanza biográfica
Realizó sus primeros estudios en su ciudad natal y en Zacoalco,  viajó a la ciudad de Guadalajara en donde ingresó al Liceo de Varones y posteriormente, realizó estudios de Derecho en la Ciudad de México.  Participó en la Revolución mexicana al enlistarse en el Ejército Constitucionalista, tuvo el grado de capitán.
Inició su carrera diplomática en 1925, paralelamente comenzó su carrera literaria y periodística. Fue cónsul y encargado de negocios en Bélgica, Países Bajos, Suiza, España, Ecuador, Chile, El Salvador y Cuba.
Fue elegido miembro de número de la Academia Mexicana de la Lengua el 25 de enero de 1963, tomó posesión de la silla IX con el discurso "El escritor y la crítica", el 13 de septiembre del mismo año.  Escribió cuentos, relatos, ensayos, novelas, artículos literarios y su autobiografía.  Murió en la Ciudad de México el 23 de enero de 1971.

## Obras publicadas
- El indio, 1923.
- Agosto y otros cuentos, 1924.
- La mecanógrafa, 1925.
- Intermedio: divagaciones, 1925.
- Telones de fondo, 1928.
- Tumulto, 1936.
- Agua de sombra, 1937.
- Memorias de un oficial del Ejército Constitucionalista, 1937.
- Espejismo, 1938.
- Los embozados, 1942.
- Los perros fantasmas, 1943.
- Extranjero en la tierra: memoria de un inválido para la guerra, 1944.
- Espigas de infancia y adolescencia, 1948.
- Águila de oro: espejo del pistolero, 1950.
- El temor a Dios, 1951.
- Rosas de sangre y otros relatos, 1956.
- La profesión del hombre, 1957.
- Análisis espectral del mexicano, 1961.
- México en el extranjero, 1961.
- La virgen y la diosa, nacimiento de una vocación, 1962.
- Serpiente de dos cabezas, 1963.
- Entre el ángel y el demonio, 1964.
- Pasiones tormentosas, 1967.
- Autobiografía, 1967.
- Presencia de México, 1970.